# 天鵝座V973
天鵝座V973，又名BD+40 3866，HD 186776、SAO 48789、HR 7523，是天鵝座的一颗恒星，视星等为6.34，位于銀經74.77，銀緯8.15，其B1900.0坐标为赤經19h 41m 25.3s，赤緯+40° 8.15′ 31″。